# Rhinogobius candidianus
Rhinogobius candidianus es una especie de pez de la familia de los Gobiidae en el orden de los Perciformes.

## Morfología
Los machos pueden llegar a alcanzar los 7,8 cm de longitud total.

## Hábitat
Es un pez de Agua dulce y de clima subtropical.

## Distribución geográfica
Se encuentran en Asia: la China y Taiwán.

## Observaciones
Es inofensivo para los humanos.